# MOZI MOZI SATURDAY
MOZI MOZI SATURDAY（モジ・モジ・サタデー）はCROSS FMで放送されたラジオ番組。放送期間は1999年4月10日-2000年3月24日、放送時間は毎週土曜日7:00〜10:00、北九州第1スタジオから生放送された。ナビゲーターは門司正弘が務めた。

## 概要
- 1999年春の番組改編によりスタートした音楽中心の番組。
- 番組タイトルの「MOZI」は1999年4月のタイムテーブルの中で「MORE ZING」（ZINGとは英語でヒューヒューとあおる音、熱意、気力という意味）の番組的造語と紹介されていた。ナビゲーターの門司正弘の「門司（もんじ）」とのダブルミーニングでもある。
- 番組審議会での評価はさほど高くなかった。

## ナビゲーター
- 門司正弘

CROSS FMではこの番組でナビゲーターデビュー。1999年4月のタイムテーブルの中では「MOZYな男」と紹介されていた。

## 主なコーナー
- MOZI MOZI シングルTOP10（7:50-8:00）

福岡県内の主なCDショップのシングルチャート上位10曲を紹介。1999年3月までは毎週金曜日の「SONIC A-GO-GO!!」の中で放送されていた。
番組が終了した2000年4月からは、金曜日の番組「CROSS GO!GO! FRID@Y」に引き継がれた。
- サイコモジー・キック （8:20頃）

毎週1〜2問、心理テストを出題。曲明けにその結果を紹介する。
番組が終了した2000年4月からは、平日朝の「DIGITAL MORNING DRIVE」で「DEEP PSYCHOLOGY」として生まれ変わった。
- モジ・モジ・リクエスト（9:00-10:00）

オールリクエストコーナー。9:00-9:30は電話でもリクエストを受け付けた。
- PURE WIND (9:25-9:30)

日本財団提供のネットワーク番組。福祉、環境面などの情報を紹介した。

## エピソードなど
- 番組のテーマチューンはHIROMIXの「ハロー!アイ・ラブ・ユー」のインストゥルメンタルが使用された。
- 約20秒ほどのジングルのあといきなり1曲目が流れ、門司正弘の「YO! & HI BRO.!」のかけ声で番組がスタートした。
- この番組の前の番組「WEEKEND VIEW」のエンディングでは鈴木麻由が「この後は門司正弘さんのMOZI MOZI SATURDAYでお楽しみ下さい。ところで門司さんは〜ですか？」と質問を投げかけて番組をクローズしていたため、門司正弘はこの番組のオープニングトークで必ずその質問に答え、その後に番組内容を紹介していた。
- CROSS FMでは2000年に入ってからEメールでのリクエストとメッセージの受付が開始され、この番組にもメールアドレスが割り当てられたが、Eメールの紹介は少なかった。